# Isoplexis
Isoplexis é um género botânico pertencente à família Plantaginaceae. Tradicionalmente este gênero era classificado na família das Scrophulariaceae.

## Espécies
- Isoplexis canariensis
- Isoplexis chalcantha
- Isoplexis isabelliana
- Isoplexis isabellianum
- Isoplexis sceptrum

## Nome e referências
Isoplexis Linl.